# Mexiko i olympiska sommarspelen 1952
Mexiko deltog med 64 deltagare vid de olympiska sommarspelen 1952 i Helsingfors. Totalt vann de en silvermedalj.

## Medalj

### Silver
- Joaquín Capilla - Simhopp.